# Sir Lord Baltimore
Sir Lord Baltimore est un groupe américain de heavy metal et hard rock, originaire de Brooklyn, New York. Il est l'un des premiers groupes de metal américains, actif de 1968 à 1976, et reformé depuis 2006. Formé à New York en 1968 par le chanteur et batteur John Garner, le guitariste Louis Dambra et le bassiste Gary Justin. De plus, Sir Lord Baltimore faisait appel à un chanteur batteur, situation très rare dans les formations de rock et de metal.
En 2006, John Garner et Louis Dambra reforment Sir Lord Baltimore pour la sortie d'un nouvel album, Sir Lord Baltimore III Raw. Le groupe a désormais choisi une orientation rock chrétien qu'il ne possédait pas à l'origine. Gary Justin, qui n'est plus actif comme musicien, ne participe pas au nouveau projet. Le groupe se sépare de nouveau en 2015.

## Biographie

### Débuts
Connaissances de lycée, Garner (créateur du groupe), Dambra et Justin commencent ensemble les répétitions en 1968,. À la période de leur formation, Dambra (sous Louis Caine) jouait aussi pour un groupe appelé The Koala, qui publiera un album éponyme en 1969. Justin cite Jack Bruce de Cream comme inspiration à ses débuts. 
Peu après, le nouveau groupe auditionne Mike Appel (par la suite lanceur de carrière et agent artistique de Bruce Springsteen). Appel accepte de devenir leur mentor, et leur donne le nom de Sir Lord Baltimore, inspiré d'un personnage de Butch Cassidy and the Sundance Kid. Pour le premier album du groupe, Appel devient coproducteur, composeur et auteur,.
L'album, Kingdom Come, est enregistré aux Vantone Studios et mixé par Nick Masse, avec Jim Cretecos comme coproducteur avec Appel. Les chansons supplémentaires sont enregistrées aux Electric Lady Studios avec Eddie Kramer.
Il est publié au label Mercury Records en 1970. 
Le 19-20 février 1971, Sir Lord Baltimore joue plusieurs nuits au Fillmore East de New York' avec The J. Geils Band et Black Sabbath. En mai 1971, Mike Saunders (d'Angry Samoans) accueille favorablement Kingdom Come. Le groupe demeure notoire essentiellement du fait qu'une critique de son premier album, Kingdom Come, parue en mai 1971 dans le magazine de rock Creem, est considérée comme le tout premier texte dans lequel il a été fait un usage bien documenté du terme heavy metal pour décrire précisément un style de musique.

### Réunion
Trente ans après sa séparation, Garner et Dambra se réunissent pour un nouvel album de Sir Lord Baltimore, Sir Lord Baltimore III Raw. Garner produit l'album, publié au label JG Records en juillet 2006. En 2007, Garner et Janne Stark enregistrent une nouvelle version de Woman Tamer pour le second album de SLB. Garner décède le 5 décembre 2015, et le groupe se sépare.

## Discographie
- 1970 : Kingdom Come
- 1971 : Sir Lord Baltimore
- 2006 : Sir Lord Baltimore III Raw